# 인천시 갑
인천시 갑은 대한민국의 옛 국회의원 선거구이다. 당시 경기도 인천시의 일부 지역을 관할했다.

## 역사
제2대 국회의원 선거를 앞두고 인천시 지역 선거구가 개편되면서 신설되었다.
제6대 국회의원 선거를 앞두고 인천시 병 선거구가 폐지되면서 해당 선거구 중 일부 지역을 편입했다.
1968년 1월, 인천시에 구제가 실시되었다. 이에 인천시 갑에 해당하는 지역에 중구와 동구가 설치되었다. 이로 인해 제8대 국회의원 선거를 앞두고 인천시 동구·중구 선거구가 설치되면서 폐지되었다.

## 역대 국회의원
| 선거   | 정당 | 정당       | 의원   |
| ------ | ---- | ---------- | ------ |
| 1950년 |      | 무소속     | 이용설 |
| 1954년 |      | 무소속     | 김재곤 |
| 1958년 |      | 민주당     | 김재곤 |
| 1960년 |      | 민주당     | 김재곤 |
| 1963년 |      | 민주공화당 | 류승원 |
| 1967년 |      | 신민당     | 김정렬 |

## 역대 선거 결과

### 대한민국 제2대 국회의원 선거
|  | 29.96% |

|  | 28.45% |

|  | 23.86% |

|  | 17.71% |

### 대한민국 제3대 국회의원 선거
|  | 37.23% |

|  | 37.03% |

|  | 15.51% |

|  | 4.37% |

|  | 3.39% |

|  | 2.43% |

### 대한민국 제4대 국회의원 선거
|  | 51.94% |

|  | 28.10% |

|  | 15.07% |

|  | 4.87% |

### 대한민국 제5대 국회의원 선거
|  | 47.47% |

|  | 20.10% |

|  | 8.24% |

|  | 8.10% |

|  | 7.84% |

|  | 5.00% |

|  | 3.23% |

### 대한민국 제6대 국회의원 선거
|  | 34.69% |

|  | 32.41% |

|  | 26.69% |

|  | 2.45% |

|  | 1.62% |

|  | 1.55% |

|  | 0.56% |

### 대한민국 제7대 국회의원 선거
|  | 46.45% |

|  | 45.45% |

|  | 5.97% |

|  | 1.02% |

|  | 0.64% |

|  | 0.43% |